# Charles Vernon Boys
Charles Vernon Boys, FRS (Rutland, 15 de março de 1855 — Andover (Hampshire), 30 de março de 1944) foi um físico britânico.